# Дочки-матери (фильм)
«До́чки-ма́тери» — мелодрама Сергея Герасимова, снятая в 1974 году по сценарию Александра Володина.

## Сюжет
Молодая девушка Ольга Васильева воспитанница детского дома и учится в ПТУ (профессионально-техническом училище). Она хочет отыскать свою мать, которую никогда не видела. У Оли есть только одно письмо матери, оно находилось в личном деле девочки в детском доме. Во время каникул она едет из Свердловска в Москву, так как на конверте письма значится московский адрес.
Елена Алексеевна — женщина, которая живёт по этому адресу, преподаёт в балетной школе-студии. Она замужем за преподавателем московского технического института, у супругов две дочери. Она любезно встречает Олю, выясняется, что она не мать девушки. Имя и фамилия Елены Алексеевны и настоящей матери Ольги совпадают. Елена Алексеевна радушно принимает Олю, предлагает заходить в гости и хочет помочь ей.
Ольга добрая, неглупая и волевая девушка, она прямолинейна, говорит всё, что думает. Родные дочери Елены Алексеевны, Анна и Галина, избалованы и высокомерны, принимают простоватую провинциалку недружелюбно. Однако Ольга и сама создаёт неловкие ситуации. Не подумав, она раскрывает Вадиму Антоновичу тревожные мысли его жены. Вадим Антонович много лет не может реализоваться в науке, остановил работу над диссертацией, постоянно недоволен всем. Ольга своей откровенностью невольно провоцирует семейный конфликт.
Однако Елена Алексеевна испытывает симпатию к девушке с такой трудной судьбой. Она продолжает поиски Олиной матери.
Каникулы окончились, и Ольга возвращается в общежитие ПТУ (при Уральском заводе тяжёлого машиностроения имени Серго Орджоникидзе). Она снова в привычной обстановке, среди знакомых людей, но она чувствует себя очень одинокой.
Через некоторое время она получает известия из Москвы. Елена Алексеевна сообщает, что Вадим Антонович нашёл Олину мать в Торопце Калининской области. Ольга собирается в дорогу, понимая, что её матери нужна помощь.

## В ролях
- Любовь Полехина — Ольга Васильева
- Тамара Макарова — Елена Алексеевна Васильева
- Иннокентий Смоктуновский — Вадим Антонович Васильев
- Сергей Герасимов — Пётр Никанорович Воробьёв
- Светлана Смехнова — Аня, дочь Елены Алексеевны и Вадима Антоновича
- Лариса Удовиченко — Галя, дочь Елены Алексеевны и Вадима Антоновича
- Зураб Кипшидзе — Резо
- Владимир Марон — эпизод

## Съёмочная группа
- Автор сценария — Александр Володин
- Режиссёр — Сергей Герасимов
- Оператор — Владимир Рапопорт
- Художник — Пётр Пашкевич
- Музыка — Святослав Чекин
- Директор фильма: Аркадий Кушлянский

## Критика
Новая картина С. Герасимова «Дочки-матери» в отличие от его предыдущих больших полотен кажется камерной. Поначалу представляется, что случайное вторжение в привычную, устоявшуюся, замкнутую атмосферу жизни средней интеллигентной московской семьи совершенно непривычного, даже резко отличного персонажа — девушки-работницы, воспитанницы детдома, так и останется случаем, курьезом, частным эпизодом. Но режиссера интересуют вовсе не частные случаи и не курьезы, а социальный срез жизни, огромная проблема, далеко выходящая за рамки отдельного происшествия.— журнал «Москва», № 7-9, 1975 год